# Dallas Cowboys 2004
La stagione 2004 dei Dallas Cowboys è stata la 44ª della franchigia nella National Football League. In arrivo dalla prima stagione vincente in cinque anni, la squadra ottenne tramite degli scambi il quarterback Vinny Testaverde e il ricevitore Keyshawn Johnson, che avevano già giocato per Bill Parcells ai New York Jets, ma concluse con un record di 6-10 mancando i playoff.

## Calendario

### Stagione regolare
| Turno | Data               | Avversario             | Risultato          | Pubblico           |                    |
| ----- | ------------------ | ---------------------- | ------------------ | ------------------ | ------------------ |
| 1     | 12/9/2004          | at Minnesota Vikings   | S 35–17            | 64,105             |                    |
| 2     | 19/9/2004          | Cleveland Browns       | B 19–12            | 63,119             |                    |
| 3     | 27/9/2004          | at Washington Redskins | B 21–18            | 90,367             |                    |
| 4     | Settimana di pausa | Settimana di pausa     | Settimana di pausa | Settimana di pausa | Settimana di pausa |
| 5     | 10/10/2004         | New York Giants        | S 26–10            | 64,018             |                    |
| 6     | 17/10/2004         | Pittsburgh Steelers    | S 24–20            | 64,162             |                    |
| 7     | 24/10/2004         | at Green Bay Packers   | S 41–20            | 70,679             |                    |
| 8     | 31/10/2004         | Detroit Lions          | V 31–21            | 63,616             |                    |
| 9     | 7/11/2004          | at Cincinnati Bengals  | S 26–3             | 65,721             |                    |
| 10    | 15/11/2004         | Philadelphia Eagles    | S 49–21            | 64,190             |                    |
| 11    | 21/11/2004         | at Baltimore Ravens    | S 30–10            | 69,924             |                    |
| 12    | 25/11/2004         | Chicago Bears          | V 21–7             | 64,026             |                    |
| 13    | 6/12/2004          | at Seattle Seahawks    | V 43–39            | 68,093             |                    |
| 14    | 12/12/2004         | New Orleans Saints     | S 27–13            | 64,056             |                    |
| 15    | 19/12/2004         | at Philadelphia Eagles | S 12–7             | 67,723             |                    |
| 16    | 26/12/2004         | Washington Redskins    | V 13–10            | 63,705             |                    |
| 17    | 2/1/2005           | at New York Giants     | S 28–24            | 78,500             |                    |